# Grünwalder Stadion
Grünwalder Stadion ili punim imenom, Städtisches Stadion an der Grünwalder Strasse, sportski je stadion u Münchenu, Njemačka. Nekada je bio domaći stadion FC Bayern Münchena i TSV 1860 Münchena, dok se klubovi nisu premjestili na Olimpijski stadion u Münchenu 1972. godine. Stadion je nekada imao kapacitet od 44.000 sjedala, dok danas ima samo maksimalno 15.000. Od 1972., stadion su koristile rezervne momčadi FC Bayern München II u trećoj ligi i TSV 1860 II u Regionalligi Süd. 
Od 2017. godine i prva momčad TSV 1860 Münchena ponovo igra u stadionu. 

Stadion je sagrađen 1911. godine od TSV 1860 Münchena, a u vlasništvu grada Münchena je od 1937. godine. Najviše gledatelja na stadionu je bilo 58.560 1948. na utakmici između TSV 1860 Münchena i 1. FC Nürnberga.
| Fußball-Club Bayern München | Fußball-Club Bayern München                               |
| --------------------------- | --------------------------------------------------------- |
|                             |                                                           |
| Informacije                 | Klub • Povijest • Igrači • Treneri • Susreti • Statistika |
|                             |                                                           |
| Stadioni                    | Allianz Arena • Olimpijski stadion • Grünwalder Stadion   |
|                             |                                                           |
| Ostale ekipe                | Rezervna ekipa • Ženska ekipa • Juniorska ekipa           |
|                             |                                                           |
| Povezani članci             | Kategorija • Pep Guardiola                                |

| Fußball-Club Bayern München | Fußball-Club Bayern München                               |
| --------------------------- | --------------------------------------------------------- |
|                             |                                                           |
| Informacije                 | Klub • Povijest • Igrači • Treneri • Susreti • Statistika |
|                             |                                                           |
| Stadioni                    | Allianz Arena • Olimpijski stadion • Grünwalder Stadion   |
|                             |                                                           |
| Ostale ekipe                | Rezervna ekipa • Ženska ekipa • Juniorska ekipa           |
|                             |                                                           |
| Povezani članci             | Kategorija • Pep Guardiola                                |